# Enhanced Data Rates for GSM Evolution
« EDGE » redirige ici. Pour les autres significations, voir Edge.

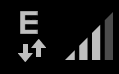
Symbole EDGE affiché dans la barre de notification d'un smartphone Android.

Enhanced Data Rates for GSM Evolution (EDGE acronyme anglais signifiant aussi « tranchant (d'une lame) ») est une norme de téléphonie mobile, une évolution du GPRS qui est elle-même une extension du GSM avec rétrocompatibilité. Il est connu aussi sous les noms Enhanced GPRS (EGPRS), IMT Single Carrier (IMT-SC) ou Enhanced Data rates for Global Evolution. EDGE est considéré comme une technologie pré-3G et fait partie des solutions 3G de l'UIT.
EDGE est souvent utilisé en complément d'un réseau UMTS pour offrir des services à haut débit à davantage d'utilisateurs en zone rurale ou en zone suburbaine. Cette norme a  aussi été une étape dans l'attente du lancement des réseaux 3G et 4G qui sont une solution plus performante pour les utilisateurs, mais nécessitent des investissements plus importants pour les opérateurs mobiles.

## Contexte
Les contenus mobiles de plus en plus graphiques et de plus en plus orientés vers la vidéo, poussent à une évolution technique car les débits fournis pour les transferts de données par le GSM, 2e génération de mobiles, sont insuffisants. L'évolution directe depuis un réseau GSM vers un réseau UMTS (dit 3e génération ou 3G) étant coûteuse, les opérateurs ont cherché des alternatives et l’une d’entre elles est l’EDGE, qui est présenté comme la génération 2,75G. EDGE était vu par certains opérateurs (Bouygues Telecom) comme une alternative  ou un complément pour tous (Orange France) ou pour les entreprises uniquement (SFR), à l'UMTS. La norme 3G UMTS impose en effet de déployer un nouveau réseau physique et donc des investissements très lourds pour les opérateurs.
Le standard EDGE vise à optimiser la partie radio d’un réseau mobile pour le transfert de "données" afin d’augmenter les débits principalement en voie descendante (c.a.d pour les téléchargements)...
L'EDGE présente l'avantage de pouvoir utiliser les infrastructures 2G déjà déployées contrairement à l'UMTS ou aux réseaux 4G LTE.

## Débit et codage
Le débit maximal descendant a été fixé à 384 kbit/s par l’UIT (Union Internationale des Télécommunications) dans le but de respecter la norme IMT-2000 (International Mobile Telecommunications-2000). Chaque bloc de transmission composé de quatre séquences est analysé et la probabilité d’erreur est estimée. En cas de problème, une adaptation automatique de la modulation et du schéma de codage (donc du débit) est effectuée.
EDGE est quatre fois plus efficace que le GPRS. GPRS utilise quatre méthodes de codage (CS-1 à 4) quand EDGE utilise neuf modulations et méthode de codage (MCS-1 à 9). 
| Coding and modulation scheme (MCS) | Bit Rate (kbit/s/slot) | Modulation |
| ---------------------------------- | ---------------------- | ---------- |
| MCS-1                              | 8,80                   | GMSK       |
| MCS-2                              | 11,2                   | GMSK       |
| MCS-3                              | 14,8                   | GMSK       |
| MCS-4                              | 17,6                   | GMSK       |
| MCS-5                              | 22,4                   | 8-PSK      |
| MCS-6                              | 29,6                   | 8-PSK      |
| MCS-7                              | 44,8                   | 8-PSK      |
| MCS-8                              | 54,4                   | 8-PSK      |
| MCS-9                              | 59,2                   | 8-PSK      |
Les quatre premiers schémas de modulations utilisent la modulation GMSK (Gaussian minimum-shift keying) alors que les cinq derniers utilisent la modulation 8-PSK.

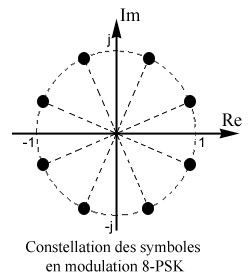
Modulation 8-PSK

Dans 8-PSK (Phase-shift keying), 3 bits consécutifs sont représentés par 1 symbole. Chaque symbole est situé à égale distance sur le cercle complexe. 
Ainsi, le nombre de symboles transmis dans une certaine période est le même que pour le GPRS mais cette fois, chaque symbole transmis contient 3 bits, donc le débit est accru.
Cependant, la contrepartie est que la distance entre symboles est moindre qu’avec le GPRS. Le risque d’interférence inter-symbole s'en trouve accru. Si les conditions de réception sont bonnes, cela ne pose pas de problèmes mais dans le cas contraire, il y aura des erreurs. Des bits supplémentaires sont utilisés pour ajouter plus de codes de corrections d’erreurs afin de recouvrer les données.
Notons par ailleurs que – à l’instar d’un réseau GPRS – le réseau EDGE a la possibilité d’utiliser plusieurs canaux simultanément, offrant ainsi une plus grande bande passante à l’utilisateur.

### Accès multiple
L’EDGE utilise aussi l’accès multiple à répartition dans le temps (AMRT) ; il s’agit d’un multiplexage temporel.
Tous les utilisateurs utilisent la bande passante mais un espace temporel est affecté à chacun. Ainsi, l’AMRT consiste à diviser le temps, en petits intervalles, et à attribuer un intervalle de temps donné à chaque canal. Notons qu’un intervalle de sécurité doit être intégré entre chaque canal.

## Bande de fréquences
La norme EDGE a l’avantage de pouvoir rapidement s’intégrer aux réseaux GSM existants. En émission, un mobile EDGE – à l’instar d’un GSM – émet donc dans des  bandes de fréquences qui, selon les opérateurs,  occupent 5 à 12,5 MHz dans la bande s'étendant de 876 à 915 MHz (Uplink). En réception, les bandes de fréquences allouées s'étendent de 921 à 960 MHz (Downlink). Pour un opérateur donné, il y a 30 à 40 MHz de séparation entre le canal d’émission et le canal de réception (séparation duplex).
Ces bandes de fréquences sont divisées en portions de 200 kHz (écart entre porteuses RF) chacune ; ce sont les canaux de transmission. Il y en a au total environ 200, dans la bande GSM 900, qui sont répartis entre les opérateurs. Chaque canal peut accueillir jusqu’à 8 transmissions simultanées en temps partagé.
Les terminaux compatibles avec la norme EDGE peuvent aussi utiliser la bande GSM 1800 (si l'opérateur en dispose).

## Evolved EDGE
« Evolved EDGE » avait été conçu pour apporter un certain nombre d'améliorations à EDGE. La latence a été diminuée  en divisant par deux l'intervalle de transmission (Transmission Time Interval), en le passant de 20 ms à 10 ms). La bande passante théorique maximale a évolué jusqu'à 1 Mbit/s et la latence a été réduite à 80 ms en utilisant deux porteuses, une fréquence de symboles plus élevées, des codages plus complexes (32QAM et 16QAM à la place de 8-PSK) et des turbo codes pour améliorer la correction d'erreur. D'autre part, la qualité du signal a été améliorée en utilisant des antennes dipôles. EDGE Evolution pourrait être mis en place progressivement à travers des mises à jour logicielles, mais il a rencontré peu de succès auprès des opérateurs à cause du développement rapide des technologies 3G+ HSPA et HSPA+ et 4G LTE.